# Бедренец опушённый
Бе́дренец опушённый (лат. Pimpinella puberula) — однолетнее травянистое растение, вид рода Бедренец (Pimpinella) семейства Зонтичные (Apiaceae).

## Распространение и экология
Ареал вида охватывает Малую Азию, Иран и Среднюю Азию.
Произрастает в долинах рек и речек, в чиевых зарослях, на понижениях, солонцеватых лугах, по окраинам полей, в разреженных фисташковых лесах.

## Биологическое описание
Корень тонкий, вертикальный. Стебель высотой 15—50 см, тонко бороздчатый, почти от основания или только наверху вильчато-ветвистый.
Прикорневые листья на черешках, цельные или трёхраздельные, рано увядающие; листочки округлые, при основании сердцевидные или усечённые, по краю неровно туповато-зубчатые, длиной 1,5—3,5 см, шириной 1,5—4 см, верхушечный более крупный. Средние стеблевые листья просто или почти дважды-перистые, первичные доли на черешочках при основании клиновидные, зубчатые или в свою очередь надрезанные на ланцетовидные или линейные дольки.
Зонтики в поперечнике 2—4 см, с 7—11 лучами, покрытыми короткими отстоящими волосками; зонтички многоцветковые, в поперечнике около 1 см. Обёртки и обёрточки отсутствуют. Лепестки белые, снаружи волосистые, на верхушке цельные, округлые.

## Таксономия
Вид Бедренец опушённый входит в род Бедренец (Pimpinella) семейства Зонтичные (Apiaceae) порядка Зонтикоцветные (Apiales).
|  |                                      |  |                                                             |                                                             |                     |  | ещё 8 семейства (согласно Системе APG II) | ещё 8 семейства (согласно Системе APG II) |                        |  |  |  | ещё около 150 видов |
|  |                                      |  |                                                             |                                                             |                     |  | ещё 8 семейства (согласно Системе APG II) | ещё 8 семейства (согласно Системе APG II) |                        |  |  |  | ещё около 150 видов |
|  |                                      |  |                                                             | порядок Зонтикоцветные                                      |                     |  |                                           |                                           | род Бедренец           |  |  |  |                     |
|  |                                      |  |                                                             | порядок Зонтикоцветные                                      |                     |  |                                           |                                           | род Бедренец           |  |  |  |                     |
|  | отдел Цветковые, или Покрытосеменные |  |                                                             |                                                             | семейство Зонтичные |  |                                           |                                           | вид Бедренец опушённый |  |  |  |                     |
|  | отдел Цветковые, или Покрытосеменные |  |                                                             |                                                             | семейство Зонтичные |  |                                           |                                           |                        |  |  |  |                     |
|  |                                      |  | ещё 44 порядка цветковых растений (согласно Системе APG II) | ещё 44 порядка цветковых растений (согласно Системе APG II) |                     |  |                                           | ещё более 300 родов                       | ещё более 300 родов    |  |  |  |                     |
|  |                                      |  |                                                             | ещё 44 порядка цветковых растений (согласно Системе APG II) |                     |  |                                           |                                           | ещё более 300 родов    |  |  |  |                     |